# Who's That Lucky Guy
"Who's That Lucky Guy" är en sång av Tomas Ledin från 1988. Den finns med på hans tolfte studioalbum Down on the Pleasure Avenue (1988) men gavs även ut som singel samma år.
Den nådde inte någon listframgång och har heller inte inkluderats på något av Ledins senare utgivna live- eller samlingsalbum.

### Fotnoter
1. 1 2  ”Tomas Ledin”. Svensk mediedatabas. Arkiverad från originalet den 25 juli 2014. https://web.archive.org/web/20140725173941/http://smdb.kb.se/catalog/search?q=Tomas+Ledin&x=0&y=0. Läst 16 januari 2013.
2. ↑  ”Who's That Lucky Guy”. Hitparad. http://swedishcharts.com/showitem.asp?interpret=Tomas+Ledin&titel=Who%27s+That+Lucky+Guy&cat=s. Läst 16 januari 2013.